# Schnurrbart-Erdtaube
Die Schnurrbart-Erdtaube oder Schnurrbarttaube (Geotrygon mystacea) ist eine Art der Taubenvögel. Sie kommt in zwei Unterarten ausschließlich in der Karibik vor.

## Erscheinungsbild
Die Glanzerdtaube erreicht eine Größe von 28 Zentimetern. Sie ähnelt in ihrem Erscheinungsbild der Glanzerdtaube, mit der sie eng verwandt ist. Verglichen mit einer Stadttaube ist sie gedrungener und hochbeiniger. Es besteht nur ein sehr geringfügiger Geschlechtsdimorphismus. Das Männchen weist besonders am Hinterhals und auf den Schultern ein stärker glänzendes Gefieder auf.
Der Vorder- und der Oberkopf sind rotbraun mit einem bronzegrünen Glanz. Von der Schnabelbasis aus läuft ein auffallender weißer Streif unterhalb des Auges bis in den Nacken. Der hintere Hals und der obere Mantel schillern grünlich purpurn. Der Mantel, der Rücken sowie die Flügel sind dunkel grünbraun. Die Handschwingen sind kastanienbraun. Die Augen sind leuchtend rot.

## Verbreitung und Verhalten
Die Nominatform Geotrygon mystacea mystacea kommt auf den Kleinen Antillen von Barbuda bis St. Lucia vor. Die Unterart Geotrygon mystacea sabae lebt nur auf der Insel Saba. Die Schurrbart-Erdtaube nutzt als Lebensraum trockene Waldgebiete. Sie hält sich bevorzugt im dichten Unterholz auf. Das Nest wird von ihr in sehr niedriger Höhe im Unterholz errichtet. Das Gelege besteht aus zwei Eiern. Die Brutdauer beträgt 14 Tage. Die Jungvögel sind nach 17 bis 18 Tagen flügge. Die Nahrung der Schnurrbart-Erdtaube sind Früchte und Beeren.

## Haltung in menschlicher Obhut
Die Schnurrbart-Erdtaube wurde bereits 1864 im Zoo von London gezeigt. Nach Deutschland wurde sie erstmals in den Jahren 1883 und 1889 importiert. Die Erstzucht mit dieser Art gelang jedoch erst im Jahre 1958. Zu den wenigen zoologischen Gärten, in denen die Schnurrbart-Erdtaube häufiger gehalten wird, zählt der Vogelpark Walsrode. Dieser zoologische Garten erhielt 1976 14 Tauben und konnte damit sehr erfolgreich züchten. Gegen Ende des 20. Jahrhunderts befanden sich jedoch nur noch insgesamt 20 Tauben in europäischer Haltung.

## Belege

## Weblink
- Geotrygon mystacea in der Roten Liste gefährdeter Arten der IUCN 2013.1. Eingestellt von: BirdLife International, 2012. Abgerufen am 11. Oktober 2013.